# Chiesa dell'Immacolata (Livo, Trentino-Alto Adige)
La chiesa dell'Immacolata è una chiesa cattolica situata a Scanna, frazione del comune di Livo in provincia di Trento; è sussidiaria della parrocchiale della Natività di Maria di Varollo e fa parte dell'arcidiocesi di Trento.

## Storia

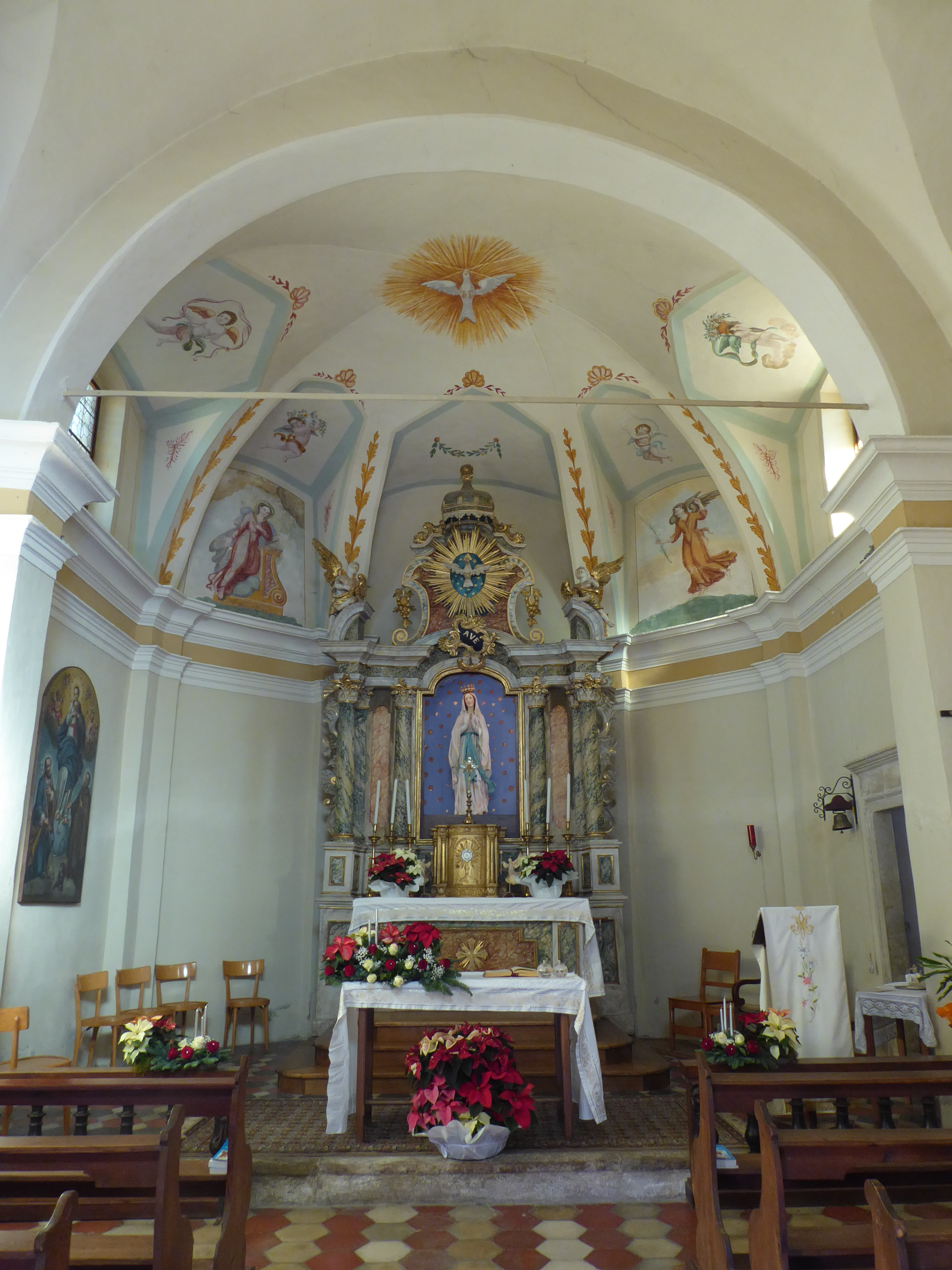
Interno

La data di fondazione di questa chiesa è ignota; per via della pianta semplice, è stato ipotizzato un impianto romanico, e quindi collocabile nel XII secolo, ma non vi sono prove della cosa. 
L'edificio era sicuramente esistente nel Cinquecento e nel Seicento, quando sono documentati vari lavori di ampliamento; le forme attuali vengono raggiunte con un ultimo intervento del 1736.
Nel 1815 è documentata una riconsacrazione della chiesa, a seguito di una profanazione dalla natura imprecisata; nel 1960-69 l'edificio viene ritinteggiato dentro e fuori, nascondendo quasi tutti gli affreschi fuorché quelli del catino absidale. Verso il 1971 sono stati aggiunti arredi mobili, tra cui l'altare verso il popolo, per l'adeguamento liturgico, poi nel 1980 è avvenuto un restauro della struttura.

## Descrizione

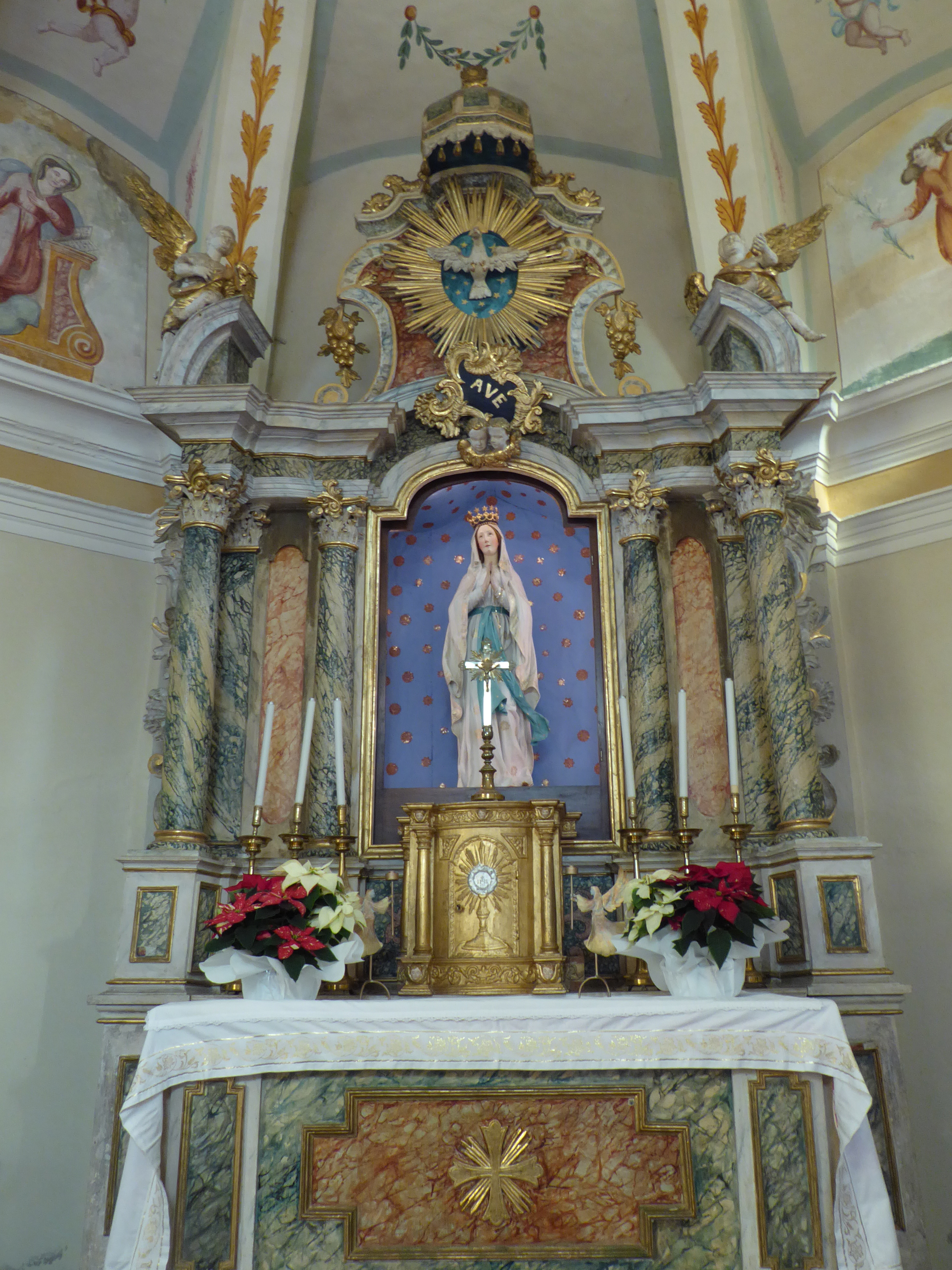
Altare

### Esterno
La chiesa si presente con facciata a capanna, divisa in tre settori da quattro lesene; quelli laterali ospitano ciascuno una finestrella quadrata in basso, mentre quello centrale è aperto da una finestra a lunetta in alto e dal portale d'accesso architravato, raggiungibile tramite una doppia scalinata di otto gradini, coronato da un fastigio spezzato in tre parti con sfere e croce apicali. Le lesene sono raccordate in alto da una fascia che fa da base per il frontone, bucato in alto da un foro a forma di croce latina.
Le fiancate sono simmetriche e semplici, ciascuna dotata di due finestre rettangolari, una sull'aula e l'altra sul presbiterio. Tra gli spioventi del tetto, leggermente arretrato rispetto alla facciata, si trova un piccolo campanile, con tettuccio a quattro falde e sfera e croce apicali, contenente una campana dedicata a santa Massenzia fusa nel primo dopoguerra, a sostituzione di un'altra realizzata nel 1672 che venne requisita con la prima guerra mondiale.

### Interno
L'interno della chiesa consiste di un'unica navata, suddivisa in tre campate voltate a lunetta, da semipilastri raccordati in alto da varie cornici modanate che percorrono tutto il perimetro della chiesa.
L'arco santo a sesto ribassato precede il presbiterio, rialzato di un gradino, con le pareti ritmate da altri semipilastri; da essi partono le vele della volta, caratterizzate da ampie nicchie incassate e ornate da affreschi. Sulla destra si trova un portalino architravato che conduce alla sagrestia.
L'altare maggiore ha in ancona una pala raffigurante l'Immacolata, donata da tal Teresa Filippi. Fino almeno al 1937 c'era anche un altare laterale, poi rimosso; dietro a questo si trovava un dipinto del sacrificio di Isacco, in seguito cancellato, che padre Weber definì comunque "dozzinale".